# Heike Franzen

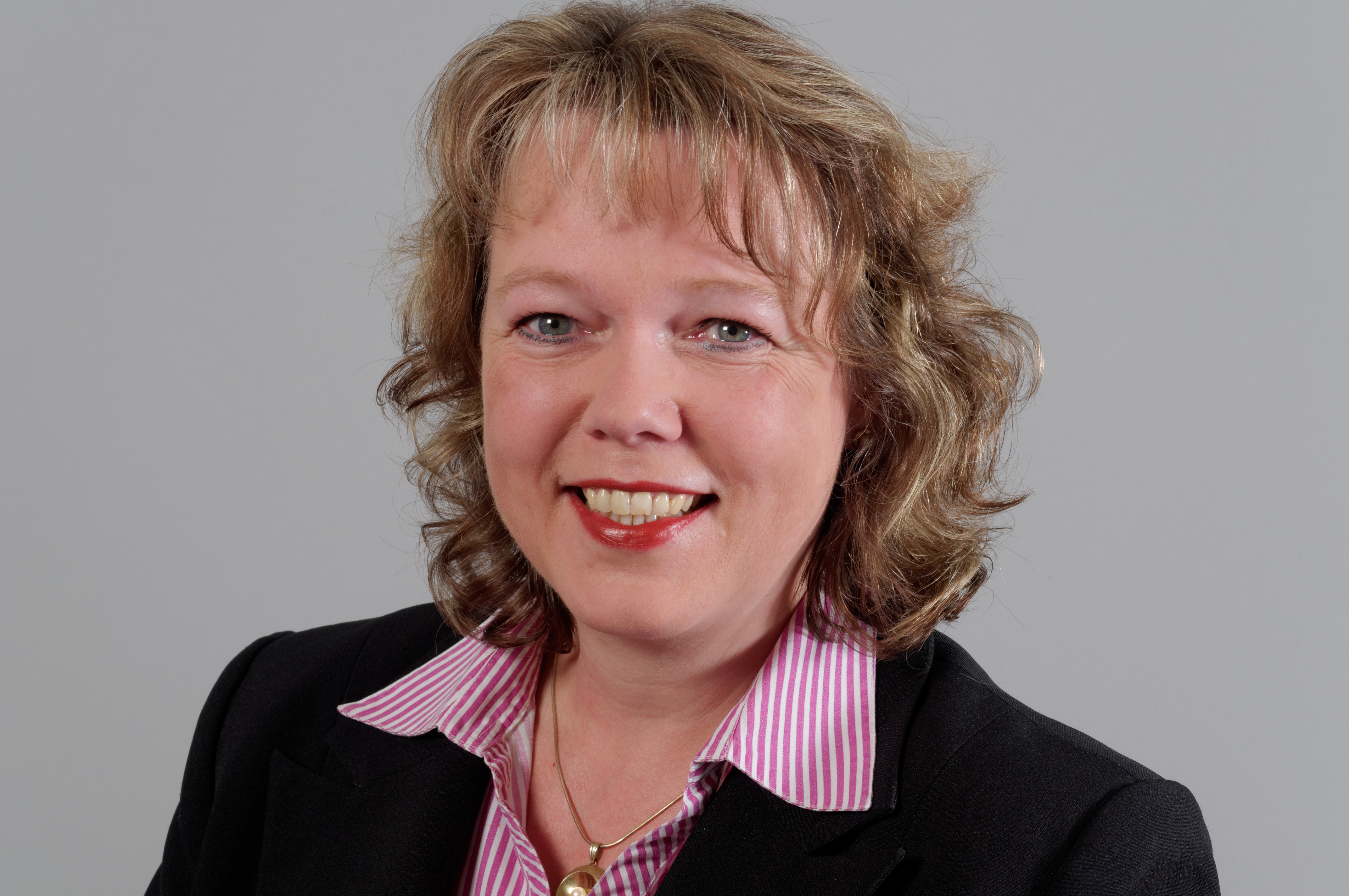
Heike Franzen (2013)

Heike Franzen (* 21. Februar 1964 in Essen) ist eine deutsche Politikerin (CDU) und ehemalige Abgeordnete des Landtages von Schleswig-Holstein.

## Abgeordnete
Heike Franzen gehört seit 1995 der Gemeindevertretung von Kropp an.
Von 2005 bis 2017 war sie Mitglied des Landtages von Schleswig-Holstein. Sie war Mitglied des Bildungs- und Sozialausschusses der CDU-Landtagsfraktion und Vorsitzende des Fraktionsarbeitskreises Bildung.
Sie war auch Mitglied des Fraktionsvorstandes. Ab Oktober 2015 war Heike Franzen Obfrau der CDU-Landtagsfraktion im ersten Parlamentarischen Untersuchungsausschuss der 18. Wahlperiode zum Thema „Friesenhof“.
Heike Franzen ist als direkt gewählte Abgeordnete des Wahlkreises Schleswig-Nord zur 16. Wahlperiode in den Landtag eingezogen. Bei der Landtagswahl 2009 erreichte sie hier 41,2 % der Erststimmen.

## Politik
Sie trat 1995 in die CDU ein und ist seit 2005 stellvertretende Vorsitzende des CDU-Kreisverbandes Schleswig-Flensburg.
Derzeit  ist sie stellvertretende Landesvorsitzende der CDU Schleswig-Holstein.
Von 2003 bis 2007 war sie Gemeindevertreterin und stellvertretende Fraktionsvorsitzende in Kropp.
2005 bis 2010 war Heike Franzen bürgerliches Mitglied im Kreistag Schleswig-Flensburg. Seit 2006 ist sie dort im CDU-Kreisverband stellvertretende Vorsitzende.
Heike Franzen ist Mitglied des Landesvorstandes der CDU in Schleswig-Holstein und dort seit 2013 stellvertretende Landesvorsitzende.

## Leben und Beruf
Nach der Mittleren Reife besuchte Heike Franzen eine Fachschule für Sozialpädagogik. Sie war anschließend als Hausfrau tätig und arbeitete auch im Finanzdienstleistungsbetrieb ihres Ehemannes mit.
Heike Franzen ist seit 1982 verheiratet und hat einen Sohn und eine Pflegetochter.

## Gesellschaftliche Ämter
Heike Franzen ist seit 2003 Vizepräsidentin der Landesverkehrswacht Schleswig-Holstein e.V. und seit 2004 stellvertretende Vorsitzende des Pflege- und Adoptivelternvereins „Restposten Pflegefamilie e.V.“.
Von 1994 bis 2004 machte Heike Franzen Elternarbeit auf Kreis-, Landes- und Bundesebene. Sechs Jahre davon war sie Vorsitzende des Kreiselternbeirates und vier Jahre Vorsitzende des Landeselternbeirates für Grund-, Haupt- und Sonderschulen.
Von 1999 bis 2004 war sie Schöffin am Jugendschöffengericht Schleswig.